# Serguei Prokófiev
Serguei Serguéievitx Prokófiev (en rus: Сергéй Сергéевич Прокóфьев, en ucraïnès: Сергі́й Сергі́йович Проко́ф'єв, transcrit: Serhí Serhíovitx Prokóf'iev) (Sontsovka, prop de Donetsk, Ucraïna, 23 d'abril de 1891 - Moscou, 5 de març de 1953) va ser un compositor i pianista soviètic i una de les principals figures de la música del segle xx. Va compondre en una àmplia gamma de gèneres musicals, incloent-hi simfonies, concerts, música per al cinema, òperes i ballets. Inicialment considerat un compositor d'avantguarda, amb el seu primer concert per a piano (1910), més tard adoptà un estil de caràcter neoclàssic, amb les seves simfonies per a orquestra, les sonates per a piano, el conte musical Pere i el llop (1936), una sonata per a flauta i piano, obres corals, etc. Conreà amb intensitat la música escènica, especialment amb ballets com Romeu i Julieta (1935) i La flor de pedra (1950), que formen part del repertori internacional, i amb òperes com L'amor de les tres taronges (1921), L'àngel de foc (1925) i Guerra i pau (1946). També va compondre música per als films Aleksandr Nevski (1938), Ivan el Terrible (1945), etc.
Després dels difícils anys de la revolució russa (1917), Serguei Prokófiev decidí treballar amb més tranquil·litat fora de la seva terra natal. Després de viure a París i als Estats Units, l'acollida triomfal que li feu Rússia en la seva gira com a concertista l'any 1928 li feu replantejar-se el seu exili voluntari. Durant la primavera de 1933, després d'haver realitzat molts concerts per tot el món, decidí retornar definitivament a la seva pàtria. Un cop acabada la Segona Guerra Mundial, els desigs de canvi estètic com a compositor van topar amb les restrictives pautes ideològiques de la dictadura musical imposada pel règim estalinista. El compositor va arribar a ser prohibit i va ser acusat d'«antidemocràtic, degenerat i burgès» i «aliè als gustos artístics del poble soviètic».

## Joventut (1891-1904)
Serguei va néixer a Sontsivka, un poble agrícola que actualment pertany a l'Ucraïna independent, però llavors es trobava a la part ucraïnesa de l'imperi Rus. El seu pare, Serguei Aleksèievitx Prokófiev, era enginyer agrònom i la seva mare, Maria Grigórievna Prokófieva (de soltera, Jitkova), que havia rebut una excel·lent educació, era una bona pianista i va ser el primer mentor musical de Serguei.
El jove Serguei va tenir una infantesa idíl·lica, amb uns pares que l'adoraven i el consentien després que les dues primeres filles haguessin mort durant la infantesa. Va passar els primers tretze anys a Sontsovka, gaudint dels privilegis de viure en una gran casa gràcies al fet que el seu pare era el masover d'una gran propietat agrícola. Encara que Sontsovka era lluny dels grans centres culturals de Moscou o Sant Petersburg, Serguei no estava aïllat de la música. Segons explica a la seva biografia, la seva mare li tocava les sonates de Beethoven, els preludis, masurques i valsos de Chopin i algunes peces de Liszt. Els compositors russos favorits de la mare eren Txaikovski i Rubinstein, del qual tenia un retrat sobre el piano de cua.
Serguei, tot i que no es pot considerar un nen prodigi, era precoç, i abans dels cinc anys ja havia escrit la seva primera composició, Galop indi, una tonada que la seva mare el va ajudar a transcriure per a piano. Des de molt petit mostrava molt bones aptituds musicals: llegia i interpretava fàcilment partitures de Mozart i Beethoven i es divertia component. Serguei feu una primera simfonia als nou anys. Aquestes primeres composicions de Prokófiev, lluny de ser quatre notes musicals immadures, revelaven una comprensió madura de les formes musicals establertes, amb innovacions harmòniques i rítmiques que caracteritzarien el seu estil posterior. De fet, va recollir aquests treballs meticulosament en llibretes que utilitzaria moltes vegades més endavant. La mare alimentava les habilitats tècniques de Serguei al piano, tot i que els seus pares centraven gran part de les seves energies educatives en temes no musicals, especialment les matemàtiques i les ciències. Així va aprendre a jugar als escacs als set anys, passió que, com la música, va albergar Prokófiev durant tota la seva vida.

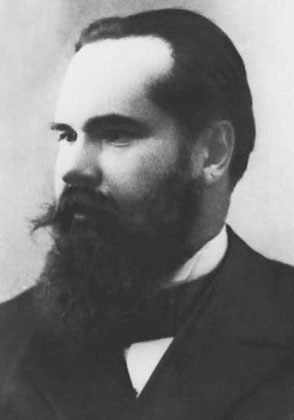
Serguei Tanéiev

Malgrat que Sontsovka quedava aïllada, lluny des de les principals ciutats, Maria Grigórievna viatjava com a mínim una vegada l'any a Sant Petersburg per visitar la família. Amb vuit anys, Serguei va acompanyar la mare a Moscou en un dels seus viatges; era l'any 1900. Allà el van portar a veure dues òperes, Faust de Gounod i El príncep Ígor de Borodín. Les dues obres varen tenir un efecte profund sobre Prokófiev. Tan aviat com va retornar a Sontsovka, començà a escriure la seva pròpia òpera, que anomenà El gegant. Serguei va escriure'n tant el llibret com la música i portà a terme una producció de l'obra amb membres de la família i amics el 1901.
Reconeixent el talent musical prodigiós del seu fill i les seves limitacions com a professor de música, Maria Grigórievna, el desembre de 1901, viatja amb el seu fill a Moscou, i s'atura primer a Sant Petersburg. A Moscou, Maria hi havia preparat una reunió amb Iuri Nikolàievitx Pomeràntsev, un amic de la família que llavors estudiava al Conservatori de Moscou. Pomeràntsev va reconèixer el potencial del nen de deu anys i aconseguí una audició davant del famós professor i compositor Serguei Tanéiev. Tanéiev es va impressionar de tal manera que els va proporcionar un professor l'estiu de 1902 per fer-li classes de música al seu poble.

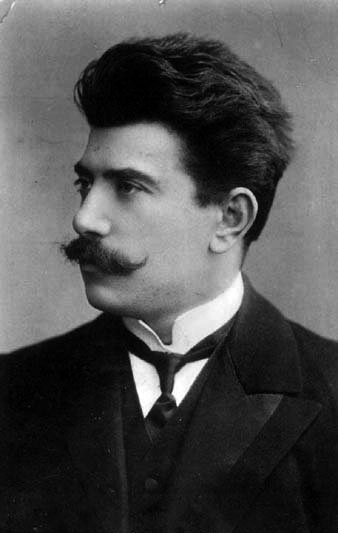
Reinhold Glière fou el seu professor durant dos estius

El professor era Reinhold Glière, un jove i consumat compositor i pianista. Glière hi va passar dos estius i va obtenir un èxit rotund. De fet, al segon estiu, Serguei ja comptava amb noves composicions: una altra òpera, una simfonia de quatre moviments amb l'ajuda de Glière, i unes 70 peces per a piano.

Precisament a Glière devem la descripció de com era Sontsovka, a través del relat que va escriure del seu viatge de 1902, en el qual diu: 
| « | Vaig arribar al petit abaixador ferroviari de Gríxino, prop de la ciutat de Bàkhmut, amb un humil equipatge compost bàsicament per un munt de paper pautat i un violí. M'esperava un carruatge de dos cavalls que havien enviat des de Sontsovka per recollir-me. El viatge transcorregué plàcidament entre els verds prats i els esplèndids camps de les Terres Negres; arreu hi havia flors. Els vint-i-cinc quilòmetres de trajecte me'ls vaig passar admirant i lloant els resplendents matisos de color de la natura d'Ucraïna. Per fi aparegué, dalt d'un turó, una casa petita envoltada per un jardí immensament verd. Des del primer moment em vaig sentir a casa. | » |

 Realment l'entorn invitava a la pau, a l'art i a la creació.

## Els anys del conservatori (1904-1914)

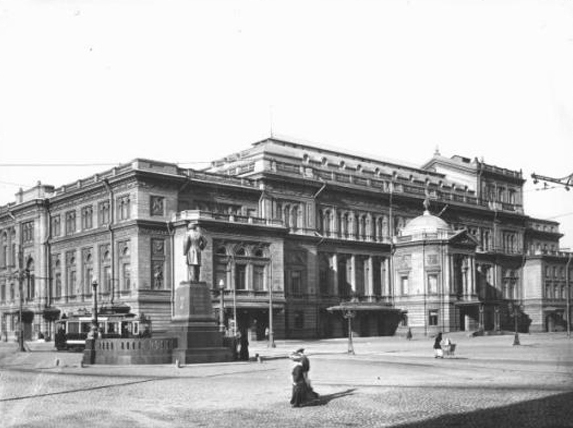
El conservatori de Sant Petersburg el 1913

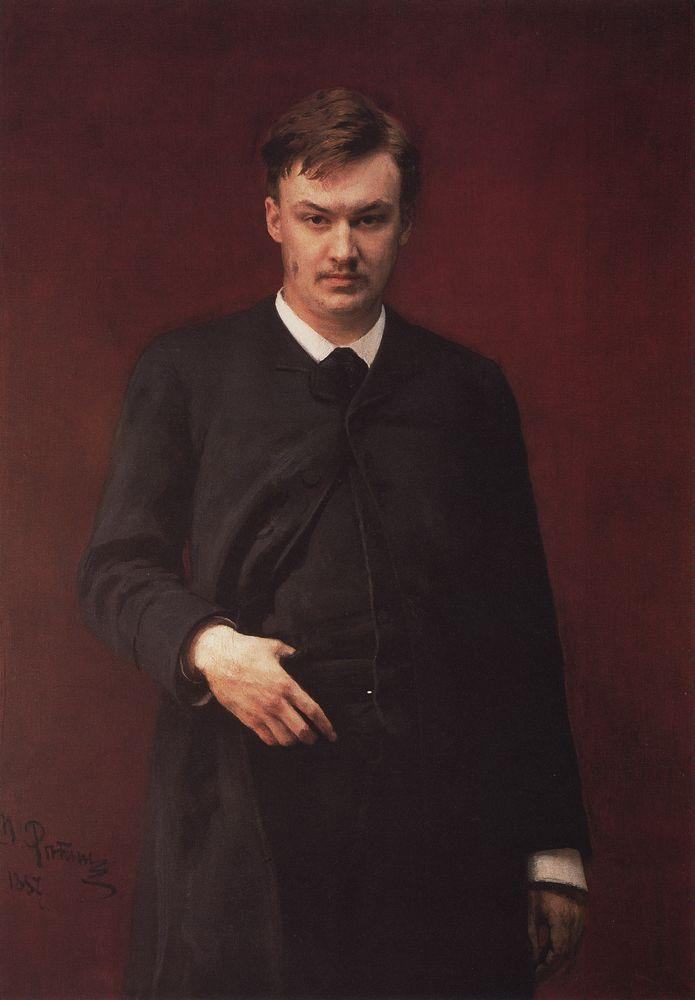
Glazunov el 1887, pintat per Ilià Repin

Dos anys després es trasllada amb la seva mare a Sant Petersburg per continuar els estudis al conservatori de la ciutat, on tindrà com a mestres Rimski-Kórsakov, Glazunov i Liàdov. Amb tretze anys, Prokófiev fou l'estudiant més jove que mai havia estat admès al conservatori. La majoria dels seus companys li doblaven l'edat. Prokófiev s'esforçava per desenvolupar el seu propi estil i desaprovava les crítiques que sovint rebia dels seus professors. Així, Liàdov li ensenyà harmonia i contrapunt, però les relacions entre el mestre i l'alumne van estar dominades per una incomprensió mútua. La seva creença indefectible en el mateix estil musical innovador i la seva crítica als condeixebles era interpretada d'arrogant per la gent que l'envoltava. Aquesta arrogància i la propensió a impressionar els professors amb la seva música li feu guanyar la reputació d'enfant terrible.
El 1906, Prokófiev va conèixer Nikolai Miaskovski, un altre estudiant del conservatori que era deu anys més gran que ell, del qual esdevingué un gran amic i amb qui compartiren l'interès intens per una música nova. Desencantats amb els estàndards russos de Glazunov i Glinka, que defensaven els seus professors, Miaskovski i Prokófiev buscaven la inspiració en compositors com Max Reger i Aleksandr Skriabin. Ambdós continuarien sent amics fins a la mort de Miaskovski, més de quaranta anys més tard. Assistien a concerts, tocaven duos i, el més important, provaven les seves composicions noves l'un en l'altre. Miaskovski fou vital a l'hora de proporcionar consells de suport i crítics a Prokófiev.
El jove Serguei començava a desenvolupar una tècnica al piano formidable. Va debutar com a pianista el 18 de desembre de 1908 a Sant Petersburg en un dels Vespres de Música Contemporània, al costat de Stravinski i Miaskovski, on interpretà quatre peces de piano (Op. 4) seves. La majoria dels principals compositors, músics i crítics musicals de la ciutat assistiren als concerts. Ràpidament va causar certa sensació en ser considerat ultramodern i incomprensible, una imatge que, d'altra banda, sempre li va agradar d'explotar.
Els dies més foscos de Prokófiev en aquest període foren els que seguiren la mort del seu pare el 1910. Encara que havia deixat Sontsovka, mantenia correspondència regular amb el pare i tornava a casa a l'estiu. Llavors escriu Esbós de tardor (Op. 8), una petita peça per a orquestra que es considera la més romàntica de totes les que va fer.
Al conservatori, la seva música era indubtablement massa avançada a l'època per a la majoria dels professors i rebia només puntuacions mitjanes en composició. Prokófiev completà els cursos de composició el 1909 malgrat les ressenyes de desaprovació dels mestres, però se'l convidava una altra volta a seguir cursos de piano i direcció. Estudià piano amb Anna Iéssipova i Nikolai Txerepnín de 1909 a 1914. Malgrat la crítica dels professors, Prokófiev continuava escrivint música, tant per a piano sol com els extravagants concerts per a piano núm. 1 i núm. 2, que de seguida van atreure l'atenció, malgrat les males crítiques:
| «                                  | El piano grinyolava tota l'estona, queixant-se, udolant, contraatacant, i en alguns moments semblava que s'encabrités i mossegués la mà que el castigava. | » |
| — James Gibbons, al New York Times | |   |

| «              | Una cacofonia de sons que no té res a veure amb la música… Les cadències de Prokófiev, per exemple, són insuportables. Són d'un tal desordre musical que un podria pensar que es creaven a partir de buidar capriciosament un tinter sobre el paper… | » |
| — N. Bernstein | |   |

Als vint-i-dos anys abandona el conservatori després que els professors haguessin perdut feia molt de temps qualsevol esperança de fer-ne un «bon» compositor. Alliberat de la miopia dels seus professors de composició, Prokófiev es va posar com a objectiu assolir el cobejat premi Anton Rubinstein que s'atorgava al millor pianista estudiant. Sabent el risc a què s'exposava, Prokófiev es va atrevir a tocar el seu primer concert per a piano, pensant que el segon seria «massa extravagant dins de les parets del conservatori». Després d'una sessió llarga i tempestuosa, el premi s'atorgava a Prokófiev. S'acabava així una dècada tumultuosa, però en el fons triomfant, al conservatori de Sant Petersburg.

## Exploració i revolució (1914-1918)

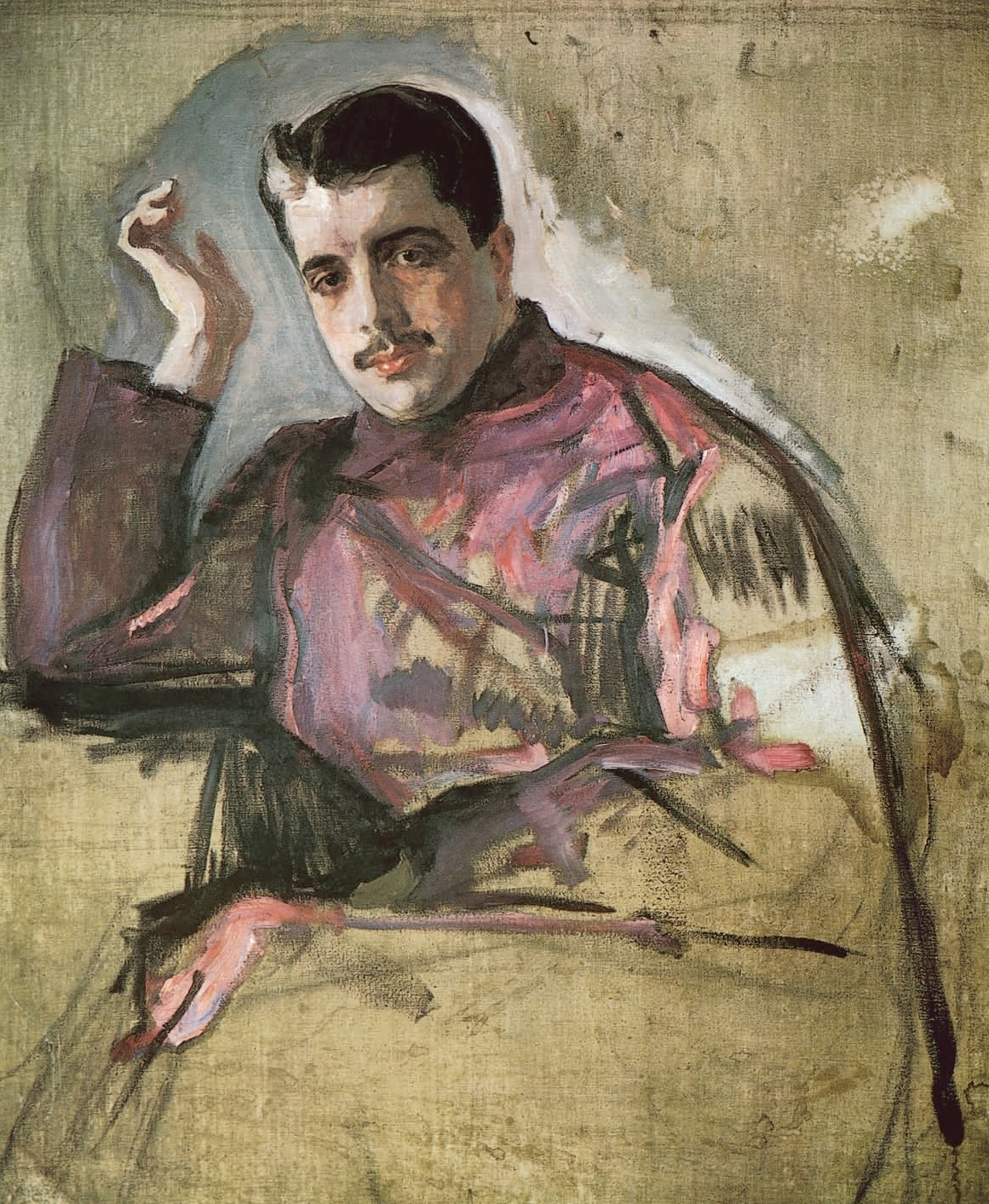
Retrat el 1909 de Diàguilev pintat per Valentín Serov

La Primera Guerra Mundial acabava d'esclatar i Rússia havia llançat una atrevida (però en el fons desastrosa) invasió a la Prússia Oriental. També havia començat una invasió russa del món musical europeu. Ígor Stravinski havia provocat furor amb l'estrena dels seus ballets L'ocell de foc i Petruixka. Serguei Diàguilev, el famós empresari del ballet rus juntament amb Stravinski, també havia llançat els seus Ballets Russos a París el 1909 amb un èxit enorme. Prokófiev frisava per estar en aquest moviment. En ser l'únic fill d'una mare vídua, es deslliura d'anar a la guerra i, l'any 1914, deixa el conservatori i viatja a Londres, on escolta la música de Stravinski.
El talent musical de Prokófiev es desenvolupa ràpidament i manté una actitud crítica cap a les brillants innovacions del seu compatriota. Força anys més tard, la música per a cinema Aleksandr Nevski (1938) s'entén com un atac contra el modisme musical de Stravinski. Els contactes amb els nous corrents del teatre, la poesia i la pintura també tenien un paper important en el desenvolupament del compositor. Prokófiev se sentia atret per l'obra dels poetes russos modernistes, de les pintures dels seguidors russos de Paul Cézanne i Pablo Picasso, i per les idees teatrals de Vsévolod Meierhold.

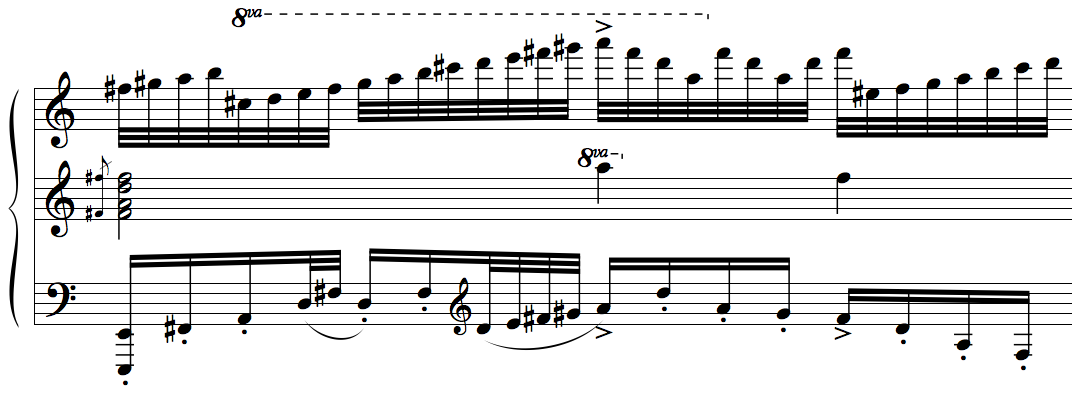
Partitura de la cadenza del segon concert per a piano

El 1914 Prokófiev es familiaritza amb el gran ballet de l'empresari Diàguilev, que es convertia en un dels seus assessors més influents durant la pròxima dècada i mitja. Després d'haver-li interpretat el seu Segon Concert per a piano, Diàguilev queda impressionat i li demana que escrigui un ballet basat en temes russos. Diàguilev tenia una amistat molt propera amb Stravinski, relació de la qual Prokófiev n'estava una mica envejós. En aquella època, Stravinski era en el primer pla del moviment musical contemporani i Prokófiev desesperadament volia compartir-lo. El 1913, a l'estrena a París del ballet de Stravinski La consagració de la primavera l'aldarull va ser considerable. Va xocar a una audiència més acostumada als convencionalismes del ballet clàssic. La coreografia de Vàtslav Nijinski va apartar-se també radicalment de l'estil clàssic. Prokófiev era al teatre i es va proposar escriure un nou ballet que presentaria a Diàguilev: Suite escita, basat en temes de la mitologia eslava antiga.
La partitura resultant va ser rebutjada per Diàguilev i Prokófiev en va utilitzar la música en l'anomenada Suite escita. La seva estrena el 29 de gener de 1916 va ser un desastre espectacular. La crítica, tant la russa com l'americana, la va rebutjar. Però de la mateixa manera que els crítics i els classicistes el rebutjaven, a gran part del públic li encantava. Es començaven a desenvolupar fervents seguidors entre el públic d'avantguarda a partir de les seves representacions al piano als Vespres de Música Contemporània.
L'any 1917 fou un any transcendental tant per a Rússia com per a la vida de Prokófiev. El tsar Nicolau II era enderrocat el març d'aquell any i s'acabava així el regnat imperial rus per sempre. El Govern Provisional no durava molt de temps. Sant Petersburg era rebatejada Petrograd i es convertia en el planter de la revolució bolxevic que s'estava gestant. La Gran Revolució d'Octubre veia l'enderrocament del govern interí i el triomf del leninisme marxista. Rússia es convertia en l'estat principal de la nova Unió Soviètica i comença una Guerra Civil que duraria cinc anys. Petrograd era un camp de batalla i un lloc no propici per a un compositor. Com a resultat, Prokófiev va passar nou mesos de 1917 al Caucas.
Entretant el seu talent explotava cap a diferents direccions. Prokófiev va centrar gran part de la seva energia d'aquest període en un nou ballet, Xut (El bufó), que no va ser escenificat fins a l'any 1921. El 1917 va completar l'òpera El jugador, basada en l'obra homònima de Dostoievski, un estudi sobre l'obsessió molt llunyana de la fantasia. Prokófiev hàbilment combinava lirisme subtil, malícia satírica, precisió narrativa, i impacte dramàtic.
Cap d'aquestes partitures va tenir molt a veure amb l'obra que va estrenar en el seu retorn el 1918 a Petrograd: la Simfonia Clàssica, obra concisa i irreverent amb harmonies modernes i ritmes tradicionals del segle xviii que preconitzava l'estil neoclàssic que dominaria gran part del segle xx. Fou la primera obra de Prokófiev escrita al marge del piano. I de nou molt diferents del líric Concert per a violí núm. 1 escrit en el mateix període. Va compondre també sonates per a piano basades en antics esbossos al costat de les més gosades Visions Fugitives, totes entre els anys 1915 a 1919.
Amb l'arribada al poder dels bolxevics el 1917 els compositors, que s'havien convertit en la classe privilegiada a la societat soviètica, perdien tota la llibertat artística. La música no podia ser publicada ni interpretada sense autorització oficial. Molts fugiren del país. Un dels primers fou Stravinski, que marxava de Rússia el 1914. Prokófiev, d'altra banda, ideològicament menys oposat als bolxevics, va ser dels darrers en fer el salt a Occident. Era el maig de 1918 i Prokófiev sortia del país pel port del Pacífic de Vladivostok. Era el començament d'un viatge molt llarg per l'estranger.

## Amèrica i Europa (1918-1932)
Per diverses raons, principalment el bloqueig continuat de la Unió Soviètica, no podria retornar immediatament a la seva pàtria. No obstant això, no va perdre el contacte amb Rússia.

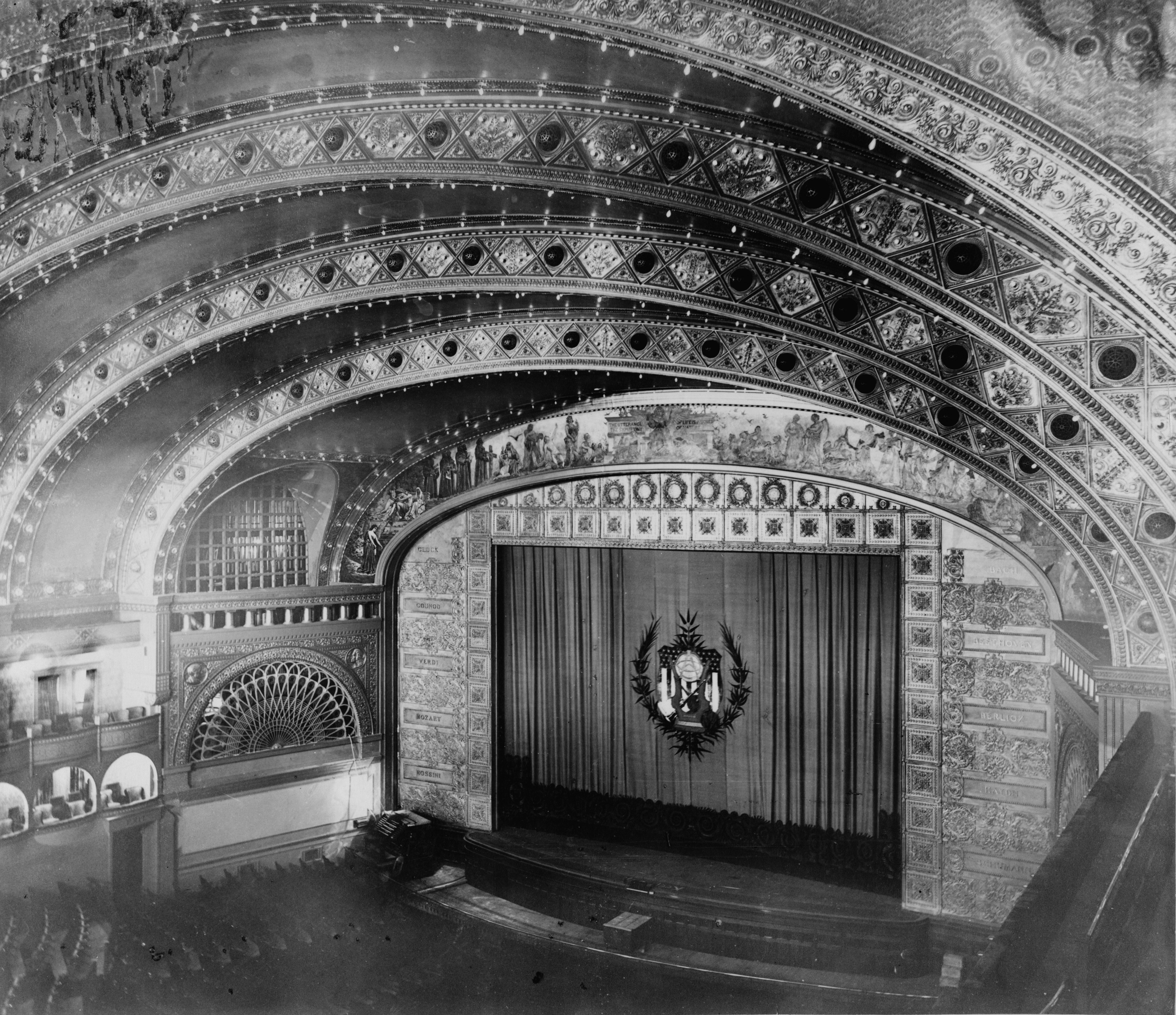
Escenari de l'Auditorium Building que l'any 1919 regentava la Chicago Opera Association amb Cleofonte Campanini al capdavant

En el viatge s'atura per a una visita breu al Japó, on se li van demanar recitals a Tòquio i Yokohama. Tot seguit s'embarca en vaixell cap als Estats Units, aturant-se breument a Hawaii. Arriba a San Francisco l'agost de 1918. El setembre viatja a Nova York. Un cop establert, fa el seu primer recital el 20 de novembre i torna a succeir el mateix que passava al seu país: crítiques desfavorables i públic complagut.
Abans de marxar d'Amèrica, obtenia alguns triomfs, tanmateix. A Chicago, el desembre de 1918, el primer Concert per a piano i la Suite Escita eren inequívocament reeixides. Després dels concerts, l'Òpera de Chicago li demanà una de les seves òperes. Es va oferir a completar L'amor de les tres taronges quan li van oferir estrenar-la a la tardor de 1919. Després d'una de les seves actuacions a Nova York, Prokófiev va encarrilar el seu triomf més durador en conèixer la seva futura muller Carolina Codina, una soprano d'origen català coneguda pel seu nom d'escenari, Lina Llubera.
Però malgrat conèixer Lina, aquests eren temps difícils per a Prokófiev. Estava afectat de diftèria i escarlatina i les seves actuacions a Nova York eren vilipendiades per la premsa. A més a més, el director de l'Òpera de Chicago, Cleofonte Campanini moria de cop i volta el desembre de 1919 i l'estrena s'ajornava fins a l'any següent. Prokófiev es quedava sense òpera i impagat, i les aparicions en concerts anaven desapareixent. Una vegada més, pobre i fora del circuit, Prokófiev decideix establir-se a París a la primavera de 1920 per trobar-se amb Diàguilev i el director Serge Koussevitzky. Irònicament, uns mesos després de la seva marxa dels Estats Units, s'estrenà L'amor de les tres taronges a Chicago el desembre de 1920, era un gran èxit, tan reeixit que era programat per les òperes de tot Europa.

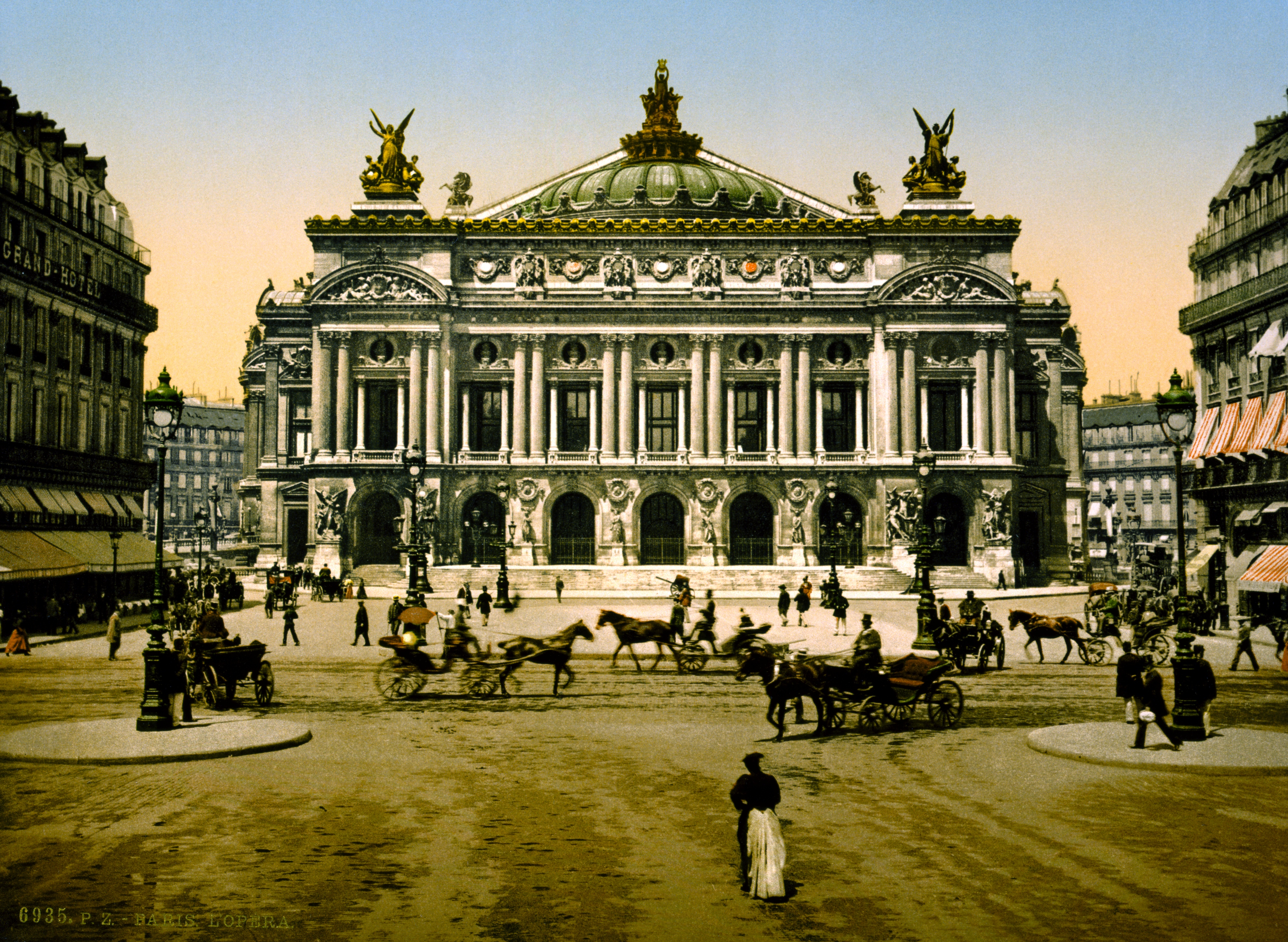
L'Òpera de París a principis del segle XX

Diàguilev li demana la posada en escena el seu ballet El bufó per als Ballets Russos. D'altra banda, Prokófiev decideix de moment no retornar a Rússia i demana a la seva mare, que passava per un moment delicat de salut, que es reuneixi amb ell a París. Lina també el visita durant un curt període. Prokófiev passava la major part de 1920 refent El bufó, que s'estrenava a París el maig de 1921 i a Londres el mes següent. Com ja començava a ser habitual, el públic lloava l'obra i els crítics eren durs, especialment els britànics. Però també es guanyava nous admiradors, entre ells Henri Matisse, que tant li va agradar El bufó que dibuixava un retrat de Prokófiev. Al voltant del mateix temps, Prokófiev també va conèixer Pablo Picasso i Maurice Ravel. La Suite escita també s'estrenava a París el 1921.

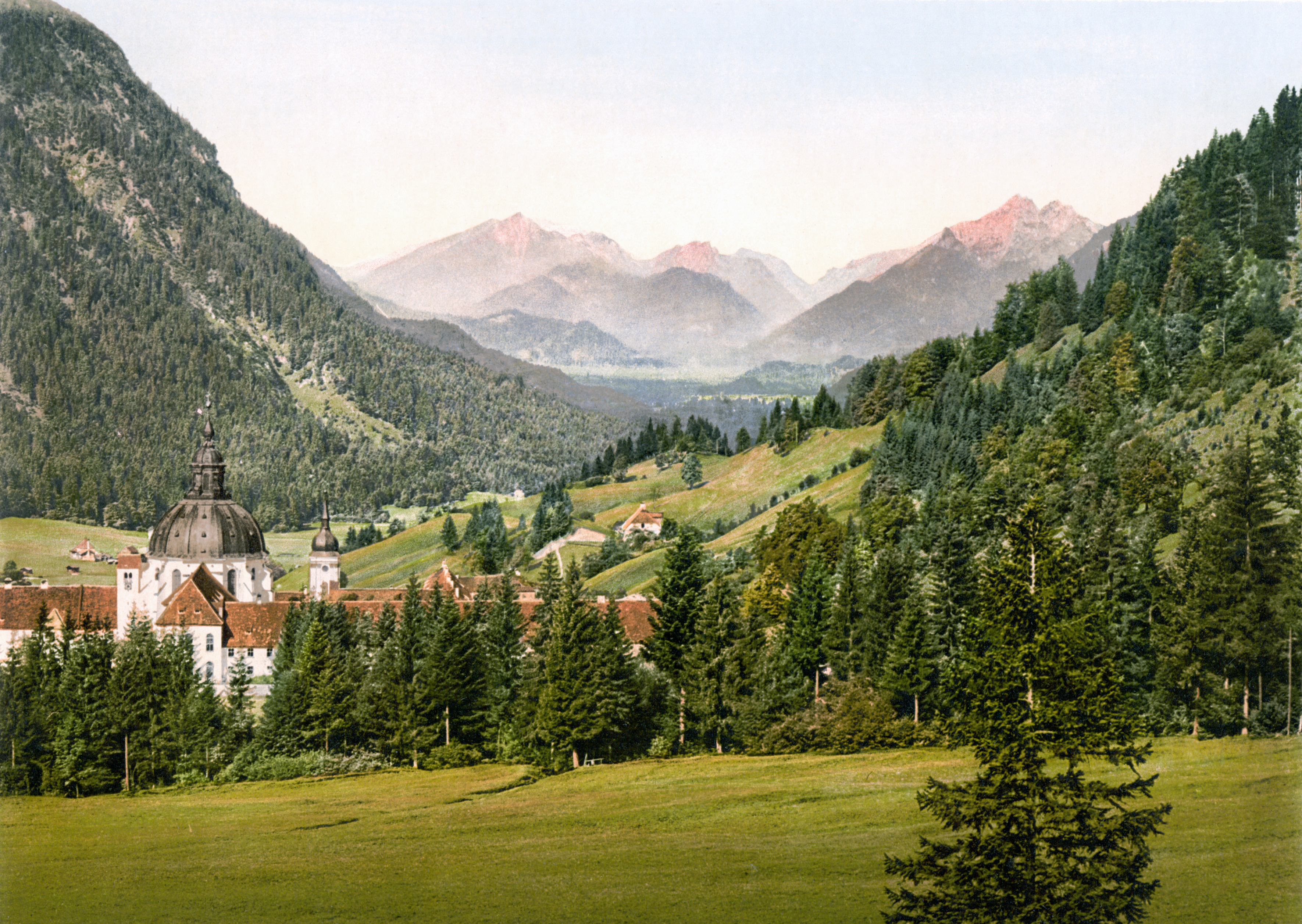
Vista general d'Ettal el 1900 amb la seva abadia a l'esquerra.

Prokófiev es desplaça la tardor de 1921 de nou als Estats Units per controlar les estrenes de L'amor de les tres taronges i el tercer concert per a piano (Op. 26). El van sorprendre les reaccions tan oposades de Chicago, entusiasta, i de Nova York, hostil, a l'estrena. Quan torna, busca un racó silenciós als Alps bavaresos i lloga una casa a Ettal, on passaria la majoria de dies de 1922 i 1923. La seva productivitat va disminuir mentre treballava en l'òpera L'àngel de foc, una rondalla intensa i simbolista sobre el bé i el mal que no va ser estrenada fins al 1955, després de la seva mort, i molta de la seva música va ser emprada per Prokófiev en la seva Tercera Simfonia.
Durant aquest període d'Ettal, Lina estudiava òpera al pròxim Milà. L'any 1923 es casa amb la cantant Lina Llubera. La biografia soviètica oficial de Prokófiev a penes esmenta aquest matrimoni, encara que hi ha totes les indicacions permeten opinar que la seva vida junts era feliç. I és possible que la seva separació el 1941 es persuadeixi fomentada per les autoritats soviètiques. Prokófiev també passava molt de temps cuidant a la seva mare que havia perdut la vista.
Mentrestant, indiferent a l'activitat musical a Alemanya, s'instal·la a París a la tardor de 1923, amb Lina i la seva mare. Entra en contacte amb les figures musicals franceses més progressistes, com els compositors Francis Poulenc i Arthur Honegger, mentre continua tenint una activitat creativa intensiva. Vexat per les crítiques del seu Concert per a violí núm. 1, melòdicament lúcid, en la seva estrena a París el 1923, Prokófiev s'adreçava a una recerca d'un estil més d'avantguarda. Aquestes tendències apareixien en unes quantes composicions dels primers anys 1920, incloent-hi l'èpica Simfonia núm. 2, encarregada per Koussevitsky. La seva intensa qualitat dramàtica i el seu sorprenent sentit de la proporció també es troben en la Simfonia núm. 3 (1928), basada en material temàtic de l'òpera L'àngel de foc. En col·laboració amb Diàguilev, Prokófiev va crear nous ballets: El pas d'acer (1927) i El fill pròdig (1929).
El febrer de 1924 neix el seu primer fill Sviatoslav. Però la seva alegria només va durar uns mesos per la pèrdua de la seva mare el desembre. I els esdeveniments van influir en les seves composicions. Aquell any només va escriure una suite simfònica basada en la seva òpera L'amor de les tres taronges. Escriuria finalment no menys de vint-i-cinc suites simfòniques obtingudes de diverses obres d'escenari o del cinema.
L'any 1925, Serguei i Lina realitzen una gira de concerts pels Estats Units. Una bona part la fan al costat de Koussevitzky i la Simfònica de Boston. De retorn, visiten Itàlia el 1926, i Prokófiev completa l'escriptura de El pas d'acer, que gaudia d'un èxit sense precedents a París i Londres, gràcies a la seva original escenificació de Gueorgui Iakúlov i l'evocació atrevida d'imatges de la Rússia soviètica de començaments dels anys 1920. El fill pròdig es basava en un tema bíblic arrogant i la música era exquisidament lírica. Reflecteix una relaxació emocional i un aclariment d'estil que s'observen també en el Quartet de corda núm. 1 (1930), en la sonata per a dos violins (1932), i en el ballet En el Dnièper (1932).
Mentre la seva notorietat anava augmentant a Europa, Prokófiev anhelava retornar a la seva pàtria. Havia mantingut correspondència amb amics dins de la Unió Soviètica i cap a la darreria de 1926, començava seriosament les negociacions amb les autoritats soviètiques per fer una gira en el seu retorn. Per a les autoritats de la música soviètiques, el retorn de Prokófiev presentava un dilema. Per una banda era un líder inqüestionable dels nous moviments musicals i, per tant, podria donar legitimitat al seu règim. D'altra banda, el modernisme de Prokófiev es veia com a estranger i podria promoure malestar. Els governants soviètics encara estaven molestos per la sortida de Stravinski i la seva promesa no retornar mai més. Per tant, veien amb bons ulls que un compositor amb una fama i estil similars volgués tornar a Rússia.
El cert és que van córrer el risc i el gener de 1927 Prokófiev visita la Unió Soviètica durant dos mesos i mig i era rebut de manera entusiasta pel públic soviètic com el músic revolucionari rus més cèlebre del món. Durant l'estada reforça la vella amistat amb l'innovador productor teatral Vsévolod Meierhold, que l'ajuda en una revisió bàsica de l'òpera El jugador, estrenada el 1929 a Brussel·les. La gènesi per a un retorn permanent «a casa» havia començat.
El segon fill de Prokófiev, Oleg, naixia el desembre de 1928. Animat per la força de l'òpera L'àngel de foc, escriu una suite simfònica basada en l'òpera. Tanmateix, finalment es decidia per convertir aquest material en la tercera simfonia (Op. 44). Estrenada a París per Pierre Monteux el maig de 1929, Prokófiev, i sobretot els crítics, eren molt més contents amb el resultat que amb la segona.
Diàguilev li demana un altre ballet. Va completar El fill pròdig força de pressa, encara que la seva producció seria una altra història. Problemes amb el dissenyador i els ballarins en van fer retardar la seva estrena. El treball era ben rebut per audiències, crítics, i fins i tot pel mateix Prokófiev mateix. Diàguilev moria dos mesos més tard a Venècia. La seva pèrdua fou un altre factor important que pesava en la decisió imminent de Prokófiev de retornar a la Unió Soviètica.
Prokófiev es concentrava ara en la seva quarta simfonia. Koussevitzky havia demanat a uns quants compositors contemporanis, entre ells a Stravinski i Prokófiev, d'escriure obres noves per commemorar el 50è aniversari de la Simfònica de Boston. Per fer-ho, va reescriure força material de El fill pròdig. Kussevitzki dirigí l'estrena el novembre de 1930 amb la seva Simfònica de Boston. La recepció fou força tèbia i acompanyada per acusacions que l'obra era massa semblant a El fill pròdig, això impulsaria a Prokófiev a revisar i ampliar l'obra el 1947.
Mentre, Prokófiev havia realitzat una gira pels Estats Units, Canadà i Cuba el 1930. La gira va ser enormement reeixida, i des de la Biblioteca del Congrés dels Estats Units se li va demanar un quartet per a corda nou, que fou finançat per Elizabeth Sprague Coolidge. El Quartet per a corda núm. 1 (Op. 50), conté un final molt profund. A Prokófiev li va agradar tant, que recomponia el quart moviment (Andante) per a orquestra de corda (Op. 50bis).
Amb Stalin instal·lat al poder des de feia uns anys, els treballs del compositor es percebien com a massa burgesos, alguns soviètics s'atrevien a etiquetar-lo d'enemic de la cultura soviètica. Aquestes crítiques des de la seva pròpia pàtria el molestaven profundament.
L'estiu de 1930, l'Òpera de París li encarrega un nou ballet. En el Dnèiper fou estrenat a París el desembre de 1932. Fou rebut de forma molt dura i s'interpretà molt pocs dies. Va ser seguit per un altre fracàs: el Quart concert per a piano. Li fou demanat el 1931 pel pianista austríac Paul Wittgenstein que havia perdut el seu braç dret a la Primera Guerra Mundial. Quan Prokófiev li va enviar la partitura, Wittgenstein immediatament li retornà amb nota que posava: "Gràcies pel seu concert, però no entenc no una nota i no el tocaré." El concert s'aparcà tristament i mai no fou interpretat en vida de Prokófiev. Finalment s'estrenà el 1956 pel pianista Siegfried Rapp.
Molt poc després, completaria el Cinquè concert per a piano, i per evitar les acusacions de reciclar la seva pròpia, Prokófiev s'esforçà per aportar idees musicals noves en els seus concerts per a piano. Tot i que va intentar concentrar en aquest concert, que només dura una mica més de 20 minuts, totes les seves noves idees, l'estrena l'octubre de 1932 per la Filharmònica de Berlín sota la direcció de Wilhelm Furtwängler fou poc reeixit. No fou interpretat més fins que era defensat pel brillant jove pianista rus Sviatoslav Richter gairebé una dècada més tard.
Després que els seus últims concerts per a piano fossin rebuts tan pobrament, Prokófiev s'embarcà de nou a la Unió Soviètica el 1932. El seu segon retorn del 1929 s'havia caracteritzat per la controvèrsia, amb el Bolxoi que s'havia negat a planificar El pas d'acer després de la pressió de l'Associació russa de músics proletaris (RAPM). La tercera gira de concerts soviètica fou menys tumultuosa, la RAPM s'havia dissolt i així la crítica oberta de les seves idees "antisoviètiques" havia amainat. Com en el passat, el públic soviètic va rebre al seu heroi amb l'adoració afectuosa. Prokófiev s'havia convertit en un dels compositors en vida més grans de Rússia. A la Unió Soviètica, no havia de competir amb multituds vel·leïtoses i amb una premsa musical hostil. I el que era més important encara, Prokófiev tenia el cor rus. Els seus millors amics eren russos i anhelava tornar entre la seva gent. Alguns historiadors especulen que Prokófiev es cansà creativament amb la direcció de la seva música a Europa i Amèrica. Fos el que fos, la tercera visita soviètica del 1932 el va convèncer de retornar per sempre.

## Retorn a Rússia (1933-1941)
Encara que gaudia de benestar material, èxit amb el públic, i contactes amb les figures més importants de la cultura occidental, Prokófiev cada vegada enyorava més la seva pàtria. Les visites a la Unió Soviètica de 1927, 1929 i 1932, malgrat el rebuig de les seves obres al seu país, encara hi van contribuir més. Des de 1933 a 1935 el compositor gradualment es torna a acostar a Rússia i s'acostuma a les noves condicions, i es convertia en una de les figures principals de la cultura soviètica. Cada vegada s'hi desplaça més sovint i rep més comandes d'obres noves de la Unió Soviètica. Finalment tanca el seu apartament de París el 1936 i fa la seva darrera gira occidental el 1938. Durant les dues dècades d'aquest període soviètic del compositor, el seu treball es convertiria en més realista i èpic. També es caracteritza per la síntesi dels recursos tonals i melòdics tradicionals amb les innovacions estilístiques de la música del segle xx.
Aquest període entre París i Moscou és marcat per un cert nombre de treballs nous, els més importants dels quals serien el ballet Romeu i Julieta, el segon concert per a violí i la música per la pel·lícula El tinent Kijé, que seria la primera comanda soviètica per a Prokófiev. Més endavant refeia la música de la pel·lícula amb una suite simfònica (Opus 60).
El segon concert de violí el va escriure per al violinista francès Robert Soetans, que l'estrenà a Madrid el desembre de 1935. Juntament amb les altres obres d'aquest període, marca una transició de la seva línia toccata i grotesque cap a unes tendències més líriques i clàssiques. Aquesta línia contrasta amb la complexitat dels darrers concerts de piano.

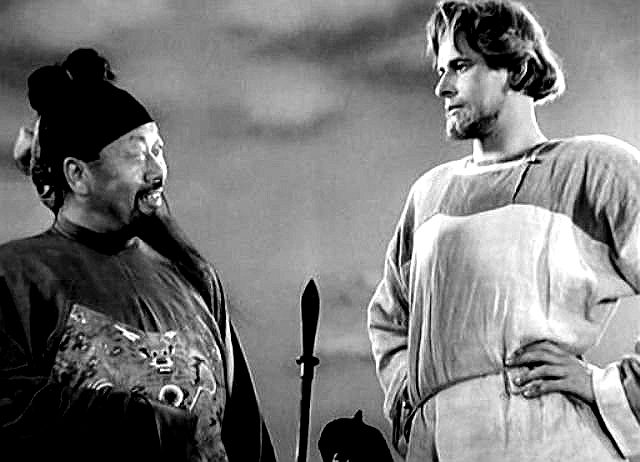
Imatge de la pel·lícula del 1939 de Serguei Eisenstein Alexandr Nevski, amb música de Prokófiev

Romeu i Julieta era originalment per al ballet pel Teatre Kírov el 1934. Tanmateix, quan Prokófiev els va proposar el tema, el van refusar, i el compositor va signar un contracte amb el Bolxoi. Finalment, el Bolxoi també el va considerar indansable i no es va estrenar fins a l'any 1938 al Teatre Mahen de Brno, amb un èxit considerable que va fer reconsiderar les opinions dels dos teatres moscovites que l'estrenaren el 1940, el Kírov, i el 1946, el Bolxoi. Però per no malgastar la seva música, Prokófiev en va fer dues suites simfòniques i una transcripció per a piano (Op. 75) durant els dos anys anteriors a la seva estrena, i una tercera suite el 1946.
El tinent Kijé havia encetat el començament d'un període en què Prokófiev s'interessà per la música de cinema. Així componia música per a la pel·lícula èpica de Serguei Eisenstein Aleksandr Nevski el 1939, seguida ben aviat per Lermontov (1941), Partisans a les estepes ucraïneses (1942), Tonya (1942), Kotovsky (1942), i Ivan el Terrible (1942-5). Fins i tot va emprendre un viatge especial a Hollywood durant la seva última gira dels Estats Units el 1938, on va estudiar de prop les tècniques de cineastes i compositors de l'època a Hollywood. Més tard compondria una cantata Aleksandr Nevski (Op. 78).
Prokófiev també va escriure en aquesta època música per a l'escena, incloent-hi Nits egípcies (1934), Borís Godunov (1936), Evgueni Oneguin (1936), i Hamlet (1937). També li encarregaren que escrigués una simfonia musical per conrear els gustos musicals en els nens dels primers anys de l'escola. Intrigat per la invitació, Prokófiev començava el projecte amb el seu aplom habitual i completava Pere i el llop en només quatre dies. L'estrena el maig de 1936 va ser bastant pobre.
En aquells moments, tots els encàrrecs li venien de dins de la Unió Soviètica. S'havia instal·lat permanentment al seu apartament de Moscou i el maig de 1936 Lina arribava amb Oleg i Sviatoslav. Els pitjors anys de la Unió Soviètica ja havien passat. Guerres, disturbis, sang, invasions, experiments econòmics, repressió. Milions de soviètics havien mort o a les mans del seu propi govern o de fam. Encara que la ràpida industrialització durant els plans quinquennals de 1928-1937 havien millorat una mica la situació, el nivell de vida fins i tot a Moscou era ben diferent de les comoditats de la burgesia parisenca. Malgrat aquestes estrictes condicions, Prokófiev havia retornat.
A la Unió Soviètica, l'ambient musical era completament diferent de l'Occident. Mentre a Europa la visió creativa d'un compositor era temperada només per la seva realitat econòmica i els desitjos del públic, a la Unió Soviètica era controlat de forma centralitzada pels líders polítics que dictaven tot allò que s'havia de crear, consumir-se o concebre's. La llibertat artística era inexistent. La creativitat era suprimida pels capricis de buròcrates assignats que creaven les regles oficials.
El 1932, Stalin va introduir la seva política cultural amb el Realisme Socialista. Tanmateix, en comparació, els compositors i els músics se'n sortien molt millor que els escriptors, arquitectes i altres artistes soviètics. Inicialment, Prokófiev com a mínim públicament abraçava la ideologia soviètica. Així, componia la cantata monumental pel 20è Aniversari de la Revolució d'Octubre (1936-1937), i la cantata Zdravitsa (Himne a Stalin) (1939). La primera fou rebutjada per massa moderna i no s'estrenaria durant la vida de Prokófiev.

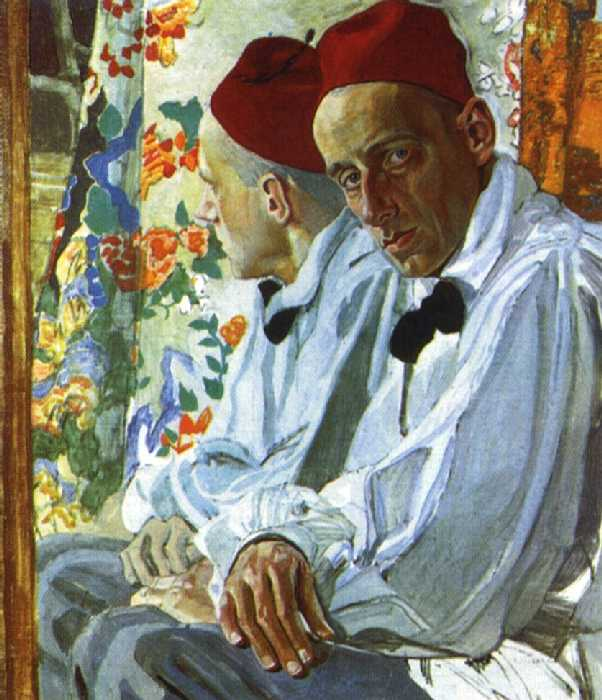
Retrat de Vsévolod Meierhold, amic de Prokófiev executat pel règim soviètic el 1940

L'estiu de 1938 començà una nova òpera basada en un tema soviètic contemporani. Semion Kotko, seguia la història d'un jove heroi durant l'ocupació alemanya d'Ucraïna després de la revolució. Els alemanys eren els dolents de la història. Abans de 1939, les relacions entre Alemanya i Rússia s'havien deteriorat ràpidament. El poder que havia aconseguit Hitler feia presagiar una altra guerra mundial. El 1938, Alemanya s'annexionava la regió de Sudetenland de Txecoslovàquia. Els soviètics estaven preparats per defensar els txecs de l'agressió alemanya quan hi hagué la rendició de Chamberlain i francesa a la reunió de Múnic del setembre de 1938. Els soviètics quedaven aïllats i varen buscar la seva seguretat signant un tractat de no-agressió, el pacte Molotov-Ribbentrop, l'agost de 1939, preparant el camí per a la invasió de Hitler de Polònia una setmana més tard.
Inesperadament doncs, Alemanya era de cop i volta un aliat de la Unió Soviètica. L'estrena imminent de Semion Kotko amb el seu retrat d'una ocupació alemanya brutal, no fou permesa per Stalin. Vsévolod Meierhold, l'amic de tota la vida de Prokófiev i el productor de l'òpera, era arrestat durant la producció i executat. Els alemanys a l'òpera eren vestits com a canalles sense nom. Ni tan sols aquestes dràstiques accions no calmaren la paranoia de Stalin i Semion Kotko es treia del repertori oficial fins a 1970.
A Prokófiev ja no se li permetia viatjar a fora de la Unió Soviètica i les conseqüències tràgiques van arribar sobre la seva vida familiar. Paradoxalment, en aquest ambient cada vegada més perillós, Prokófiev continuava component. Ni tan sols el brot de la Segona Guerra Mundial no va disminuir la seva productivitat. Així, el 1939, treballà simultàniament en un gran nombre d'obres: tres sonates per a piano (núms. 6, 7 i 8), la sonata per a violí i piano a menor F, Semion Kotko, i diversos treballs patriòtics.
Prokófiev començava a escriure la seva última òpera completa, Esposalles al convent, el 1940. La seva estrena es va endarrerir fins al 1946 pel començament de la Segona Guerra Mundial. Fou un èxit rotund dins de la Unió Soviètica. L'òpera era també important perquè marcava el començament de la relació de Prokófiev amb la poetessa Mira Mendelssohn. Mira havia conegut Serguei el 1938, quan només tenia vint-i-tres anys, mentre col·laboraven per escriure l'òpera. Més tard l'ajudà a escriure el llibret de la seva següent òpera, Guerra i pau, i altres treballs menors.

## Segona Guerra Mundial (1941-1945)
L'Operació Barba-roja, amb la invasió alemanya de la Unió Soviètica el juny de 1941, arribava com una autèntica sorpresa per la majoria de russos, especialment per a Stalin. Com era típic de Stalin durant aquest període, va veure conspiracions per tot arreu i va manar l'expulsió de tots els líders culturals de Moscou, tement que podrien ser l'objectiu d'espies alemanys. Prokófiev era un dels que estava dins del decret i marxava pel Caucas. L'any ja havia començat malament per al compositor, havia patit un atac de cor a la primavera. El decret sobtat per deixar Moscou provocar fins i tot més interrupció en la seva vida. Lina es quedava a Moscou amb els seus dos fills. Estranyament, Mira era evacuada de Moscou junt amb Prokófiev.
Ni en aquestes condicions extremes, Prokófiev va deixar de ser prolífic. Completà les seves sonates de guerra per a piano (núms. 6, 7 i 8). Seguí escrivint l'òpera Guerra i pau, basada en la novel·la monumental de Tolstoi. El tractament que li donà Prokófiev també fou igualment monumental, amb deu anys de composició. També començava un esborrany per a una altra òpera, Khan Buzai, que abandonaria. Alhora, també escrivia música per a quatre pel·lícules, el ballet de La Ventafocs, diverses suites simfòniques, el Quartet de corda núm. 2, una Sonata per a flauta i piano, una transcripció de la mateixa per a violí i piano (fet a instàncies del violinista David Óistrakh), dues marxes militars, unes quantes cançons folklòriques, i l'enèrgica Simfonia núm. 5, l'obra que va ser més reeixida d'aquest període bèl·lic.

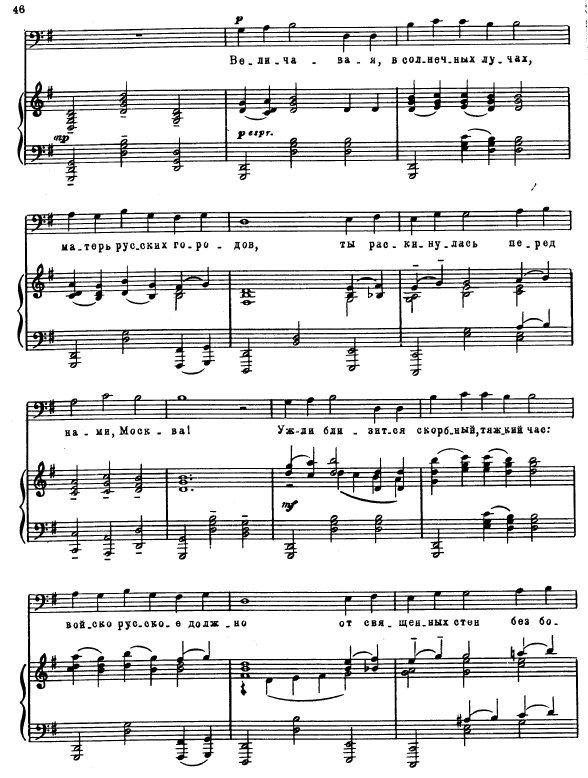
Partitura de l'ària de Kutuzov de Guerra i pau

Aquestes sonates de guerra són magnífiques per la seva sonoritat i dinamisme que abracen tota l'orquestra. La sisena sonata ha sigut la més enregistrada de Prokófiev. L'estrenà ell mateix en una emissió de Ràdio de Moscou el 1940. La setena, però, no la va poder tocar a l'estrena del 1942 per motius de salut. Un jove Sviatoslav Richter era el seleccionat. Per aquesta sonata se li atorgà el seu primer premi Stalin. Quan la vuitena sonata es completà el 1944, Prokófiev tornava a estar malalt i se n'encarregava un altre jove pianista soviètic, Emil Gilels. Richter l'anomenava la més rica de totes les sonates de Prokófiev sonates. Té una vida interior complexa amb contraposicions profundes.
La Ventafocs, el segon ballet més popular de Prokófiev després de Romeu i Julieta, fou originalment encarregat pel teatre Kírov, just abans de la invasió alemanya. Però no fou estrenat fins al 1945 a l'escenari del Teatre Bolxoi amb un èxit considerable i amb la famosa ballarina Galina Ulànova. L'estrena al Kírov de Leningrad es produí cinc mesos més tard i es repetí l'èxit. Abans de l'estrena en feu transcripcions per a piano (Op. 95, 97 i 102).
Prokófiev dirigia l'estrena de la cinquena simfonia el 13 de gener de 1945, en vigílies de la victòria aliada a la Guerra. L'obra ràpidament va emergir com la seva simfonia més popular i se li atorgà el seu segon premi Stalin.
Aquesta etapa brillant en la seva vida com a compositor culmina malauradament el gener de 1945, quan Prokófiev va patir una commoció cerebral en una caiguda. La seva vida va córrer perill els següents dies i sempre més patiria sovint mals de cap i períodes de pressió arterial perillosament alta. No es recuperaria mai més de forma completa d'aquest accident, encara que la grandesa dels seus treballs no facin aquesta impressió.

## Els darrers anys (1945-1953)

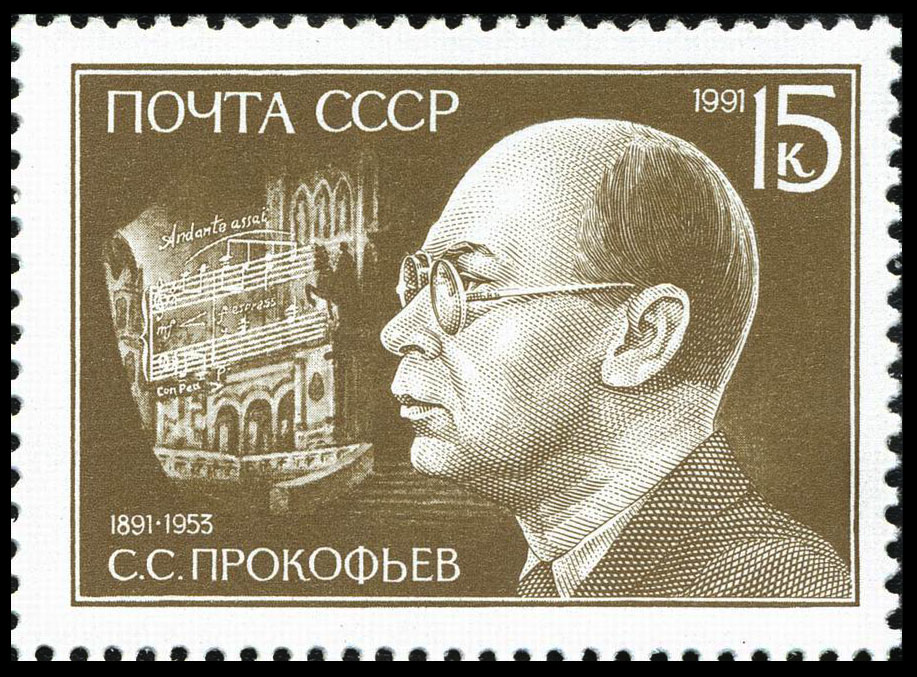
Segell rus commemoratiu del centenari del naixement de Prokófiev de l'any 1991

Prokófiev s'havia separat de Lina el 1941, encara que mai no es divorciaren formalment. De llavors ençà estava implicat amb Mira Mendelssohn. Mentrestant, Lina havia suportat dificultats terribles durant i després de la guerra. Va haver de criar Oleg i Sviatoslav ella sola amb totes les penúries de la guerra. Cap al final de la guerra s'infectà de diftèria. El febrer de 1947 el govern soviètic decretava l'anul·lació de tots els casaments amb estrangers. Era una més de la sèrie de mesures cada vegada més draconianes aprovades per Stalin en els anys posteriors a la guerra. Així quedava anul·lat el matrimoni entre Serguei i Lina. Això feia augmentar l'aïllament per l'exili de la majoria de cònjuges i amics, els que no eren executats per falsos testimonis. Era en aquest clima que Lina també intentà marxar de Rússia amb els seus fills.
No se sap fins a quin punt Prokófiev va intentar ajudar a Lina en els seus intents de fugir. Segurament, si ho va intentar, li havia de ser molt difícil per la salut i els temors de represàlies. Milers de caps militars i culturals considerats sospitosos de deslleialtat foren executats durant les purgues brutals de Stalin després de la guerra. Prokófiev es casà amb Mira el 1948, a penes un any després del decret que anul·lava el seu matrimoni amb Lina. Un mes després del casament, Lina era arrestada acusada d'espionatge i enviada a un camp de treball a Komi. Allà hi va romandre durant vuit anys. Un cop alliberada, va viure a Moscou fins a 1972, quan retornà a Occident.
Mentrestant, Prokófiev, malgrat que la seva salut seguia deteriorant-se, continuava component. La seva propensió de treballar massa, complicava els seus problemes de salut. Llargues estades a l'hospital no impedien que seguís component. L'any 1948 va ser censurat per utilitzar harmonies cacofòniques. Tot i haver promès compondre amb major lirisme, la seva òpera Història d'un veritable home (1948) va ser de nou censurada. Aquest menyspreu, en combinació amb el deteriorament de la salut, va fer que Prokófiev s'anés retirant progressivament de la vida musical activa. Els metges li van ordenar limitar les seves activitats, limitant-lo a compondre només una o dues hores cada dia. El 1949 va escriure la seva Sonata per a violoncel en do major, op. 119, per a un jove de 22 anys anomenat Mstislav Rostropóvitx, el qual l'estrenà el 1950, amb Sviatoslav Richter. També per Rostropóvitx, Prokofiev va àmpliament recompondre aquesta peça en una Simfonia concertant per a violoncel, la seva última obra mestra important i punt de referència en el repertori de violoncel i orquestra en l'actualitat.
L'última presentació pública de la seva vida va ser l'estrena de la Simfonia núm. 7 (1952, premi Stalin), que li va retornar el favor del govern.

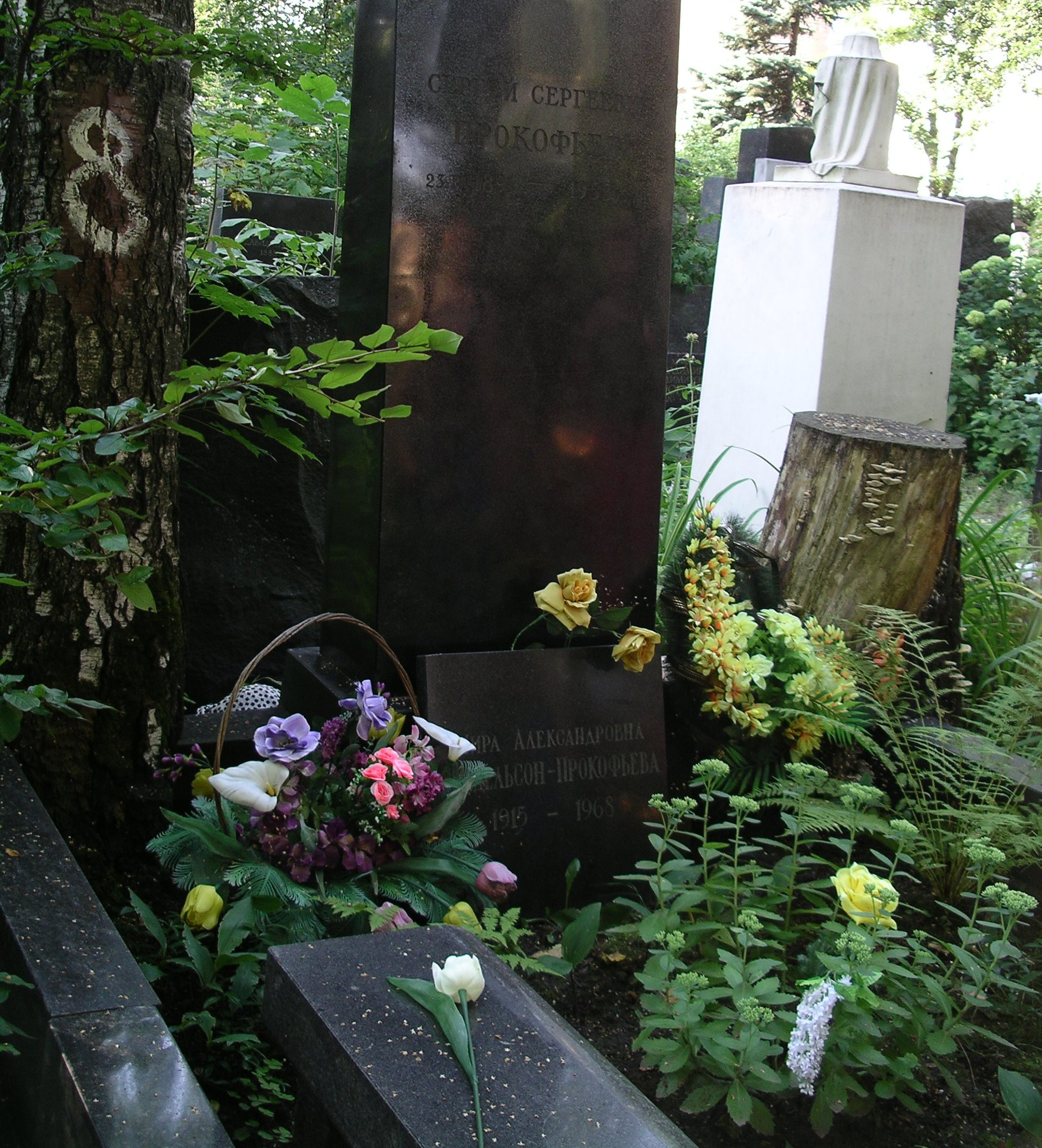
Tomba de Prokófiev a Moscou

La creixent repressió cultural dels líders soviètics paranoics complicaven la vida cultural. Amb el començament de la Guerra Freda, Stalin encara aïllava més la seva gent dels països occidentals per reafirmar la superioritat de la cultura i ideologia comunista. L'arquitecte principal del retorn a l'ortodòxia soviètica en les arts era Andrei Jdànov, llavors un membre de l'elit del Politburó. Jdànov sistemàticament denunciava tota expressió artística que tingués un suposat lligam amb Occident. Aquesta orgia de denúncies governamentals, censura i intimidació fou coneguda com a Jdànovxtxina (El Terror de Jdànov). Prokófiev fou un dels primers objectius junt amb Xostakòvitx i Khatxaturian.
Prokófiev lluitava per equilibrar els seus desigs artístics interiors amb el seu amor de país. Malgrat els efectes de la seva salut debilitada, intentava defensar la seva música davant de Jdànov i concloïa una sèrie de treballs entre patriòtics i poc espectaculars com el poema festiu Trenta Anys per a orquestra (1947), Història d'un veritable home (1947-48), Foguera d'hivern (1949-50), i l'oratori La guàrdia de la Pau (1950).
Prokófiev va morir el 5 de març de 1953 a Moscou (el mateix dia que Stalin) quan acabaven de començar els assajos per al seu ballet La flor de pedra. Va ser enterrat al cementiri de Novodévitxi de la capital.

## Catàleg temàtic d'obres

### Obres escèniques

#### Òperes
| Òperes |                              |                                                   |                                  |                     |
| Opus   | Títol                        | Subtítol / Comentaris                             | Instrumentació                   | Període             |
| 13     | Magdalena                    | Òpera en un acte                                  | Solistes, cor d'homes, orquestra | 1911-1913           |
| 24     | El jugador                   | Òpera en quatre actes i sis escenes               | Solistes, cor, orquestra         | 1915-1916/1927-1928 |
| 33     | L'amor de les tres taronges  | Òpera en quatre actes i deu escenes               | Solistes, cor, orquestra         | 1919                |
| 37     | L'àngel de foc               | Òpera en cinc actes                               | Solistes, cor, orquestra         | 1919-1927           |
| 81     | Semion Kotko                 | Òpera en cinc actes i set escenes                 | Solistes, cor, orquestra         | 1939                |
| 86     | Esposalles al monestir       | Òpera lírico-còmica en quatre actes i nou escenes | Solistes, orquestra              | 1940-1941           |
| 91     | Guerra i pau                 | Òpera en cinc actes i tretze escenes              | Solistes, cor, orquestra         | 1941-1952           |
| 117    | Història d'un veritable home | Òpera en quatre actes i deu escenes               | Solistes, cor, orquestra         | 1947-1948           |

#### Ballets
| Ballets |                  |                                      |                |           |
| Opus    | Títol            | Subtítol / Comentaris                | Instrumentació | Període   |
| 21      | El bufó          | Ballet en sis escenes                | Orquestra      | 1915/1920 |
| 41      | El pas d'acer    | Ballet en deu escenes                | Orquestra      | 1925-1926 |
| 46      | El fill pròdig   | Ballet en tres escenes               | Orquestra      | 1928-1929 |
| 51      | En el Dnièper    | Ballet en deu escenes                | Orquestra      | 1930-1931 |
| 64      | Romeu i Julieta  | Ballet en quatre actes i deu escenes | Orquestra      | 1935-1936 |
| 87      | La Ventafocs     | Ballet en tres actes                 | Orquestra      | 1940-1944 |
| 118     | La flor de pedra | Ballet en quatre actes               | Orquestra      | 1948-1953 |

#### Música d'escena
| Música d'escena |                 |                       |                             |           |
| Opus            | Títol           | Subtítol / Comentaris | Instrumentació              | Període   |
| (61)            | Nits egípcies   | Música d'escena       | orquestra                   | 1933-1934 |
| 70 bis          | Borís Godunov   | Música d'escena       | Solistes, cor, orquestra    | 1936      |
| 71              | Evgueni Onéguin | Música d'escena       | Solistes, orquestra         | 1936      |
| 77              | Hamlet          | Música d'escena       | Soprano, baríton, orquestra | 1937-1938 |

#### Música de cinema
| Música de cinema |                                       |                                                  |                              |           |
| Opus             | Títol                                 | Subtítol / Comentaris                            | Instrumentació               | Període   |
| (60)             | El tinent Kijé                        | Música de la pel·lícula d'Aleksandr Faintsímmer  | Orquestra                    | 1933      |
| 70               | La dama de piques                     | Música de la pel·lícula de Mikhaïl Romm          | Orquestra                    | 1936      |
| (78)             | Aleksandr Nevski                      | Música de la pel·lícula de Serguei Eisenstein    | Mezzosoprano, cor, orquestra | 1938      |
| —                | Lérmontov                             | Música de la pel·lícula d'Aleksandr Guendelxtein | Orquestra                    | 1941-1942 |
| —                | Tónia                                 | Música de la pel·lícula d'Abram Róom             | Orquestra                    | 1942      |
| —                | Kotovski                              | Música de la pel·lícula d'Aleksandr Faintsímmer  | Orquestra                    | 1942      |
| —                | Els partisans a les estepes d'Ucraïna | Música de la pel·lícula d'Ígor Sàvtxenko         | Orquestra                    | 1942      |
| 116              | Ivan el Terrible                      | Música de la pel·lícula de Serguei Eisenstein    | Alt, baix, cor, orquestra    | 1942-1946 |

### Obres per a orquestra

#### Simfonies
| Simfonies |                                       |                                          |                |                |
| Opus      | Títol                                 | Subtítol / Comentaris                    | Instrumentació | Període        |
| 5         | Sinfonietta en la major               |                                          | Orquestra      | 1909/1914-1915 |
| 25        | Simfonia núm. 1 en re major           | Simfonia clàssica                        | Orquestra      | 1916-1917      |
| 40        | Simfonia núm. 2 en re menor           |                                          | Orquestra      | 1924-1925      |
| 44        | Simfonia núm. 3 en do menor           |                                          | Orquestra      | 1928           |
| 47        | Simfonia núm. 4 en do major           |                                          | Orquestra      | 1930           |
| 100       | Simfonia núm. 5 en si bemoll major    |                                          | Orquestra      | 1944           |
| 111       | Simfonia núm. 6 en mi bemoll menor    |                                          | Orquestra      | 1945-1947      |
| 112       | Simfonia núm. 4 en do major           | Revisió de l'opus 47                     | Orquestra      | 1947           |
| 131       | Simfonia núm. 7 en do sostingut menor |                                          | Orquestra      | 1951-1952      |
| 136       | Simfonia núm. 2 en re menor           | Revisió de l'opus 40, projecte no acabat | Orquestra      |                |

#### Concerts
| Concerts |                                                 |                       |                              |                                            |
| Opus     | Títol                                           | Subtítol / Comentaris | Instrumentació               | Període                                    |
| 10       | Concert per a piano núm. 1 en re bemoll major   |                       | Piano, orquestra             | 1911-1912                                  |
| 16       | Concert per a piano núm. 2 en sol menor         |                       | Piano, orquestra             | 1913/1923                                  |
| 19       | Concert per a violí núm. 1 en re major          |                       | violí, orquestra             | 1916-1917                                  |
| 26       | Concert per a piano núm. 3 en do major          |                       | Piano, orquestra             | 1917-1921                                  |
| 53       | Concert per a piano núm. 4 en si bémol major    | Per la mà esquerra    | Piano, orquestra             | 1931                                       |
| 55       | Concert per a piano núm. 5 en sol major         |                       | Piano, orquestra             | 1932, estrenat a París per Samson François |
| 58       | Concert per a violoncel en mi menor             |                       | violoncel, orquestra         | 1933-1938                                  |
| 63       | Concert per a violí núm. 2 en sol menor         |                       | Violí, orquestra             | 1935                                       |
| 125      | Simfonia concertant per a violoncel en mi menor |                       | Violoncel, orquestra         | 1950-1952                                  |
| 132      | Concertino per a violoncel en sol menor         | Obra inacabada        | Violoncel, orquestra         | 1952                                       |
| 133      | Concert per a dos pianos i orquestra de corda   | Obra inacabada        | 2 pianos, orquestra de corda | 1952                                       |

#### Suites
| Suites |                                      |                                                    |                    |           |
| Opus   | Títol                                | Subtítol / Comentaris                              | Instrumentació     | Període   |
| 20     | Suite escita (Ala i Lol·li)          |                                                    | Orquestra          | 1914-1915 |
| 21 bis | El bufó                              | Suite simfònica en dotze parts                     | Orquestra          | 1922      |
| 33 bis | L'amor de les tres taronges          | Suite simfònica en six parts                       | Orquestra          | 1924      |
| 41 bis | El pas d'acer                        | Suite simfònica en quatre parts                    | Orquestra          | 1926      |
| 46 bis | El fill pròdig                       | Suite simfònica en cinc parts                      | Orquestra          | 1929      |
| 49     | El jugador                           | Suite simfònica, a partir d'El Jugador             | Orquestra          | 1931      |
| 51 bis | En el Dnièper                        | Suite simfònica en sis parts                       | Orquestra          | 1933      |
| 60     | El tinent Kijé                       | Suite simfònica en cinc parts                      | Baríton, Orquestra | 1934      |
| 61     | Nits egípcies                        | Suite simfònica en set parts                       | Orquestra          | 1934      |
| 64 bis | Romeu i Julieta                      | Primera Suite simfònica en set parts               | Orquestra          | 1936      |
| 64 ter | Romeu i Julieta                      | Segona Suite simfònica en set parts                | Orquestra          | 1936      |
| 81 bis | Semion Kotko                         | Suite simfònica                                    | Orquestra          | 1941      |
| 101    | Romeu i Julieta                      | Tercera Suite simfònica                            | Orquestra          | 1946      |
| 107    | La Ventafocs                         | Primera Suite simfònica                            | Orquestra          | 1946      |
| 108    | La Ventafocs                         | Segona Suite simfònica                             | Orquestra          | 1946      |
| 109    | La Ventafocs                         | Tercera Suite simfònica                            | Orquestra          | 1946      |
| 110    | Suite de valsos                      | A partir de Guerra i pau, La Ventafocs i Lérmontov | Orquestra          | 1946      |
| 123    | Nit d'estiu                          | Suite simfònica, a partir d'Esposalles al convent  | Orquestra          | 1950      |
| 126    | Suite nupcial                        | A partir de La flor de pedra                       | Orquestra          | 1951      |
| 127    | Fantasia gitana                      | A partir de La flor de pedra                       | Orquestra          | 1951      |
| 128    | Rapsòdia dels Urals                  | A partir de La flor de pedra                       | Orquestra          | 1951      |
| 129    | La mestressa de la muntanya de coure | A partir de La flor de pedra, projecte no acabat   | Orquestra          |           |

#### Poemes, obertures, divertiments, etc.
| Poemes, obertures, divertiments, etc. |                                            |                                        |                                                              |                |
| Opus                                  | Títol                                      | Subtítol / Comentaris                  | Instrumentació                                               | Període        |
| 6                                     | Somnis                                     | Poèma simfònica en mi menor            | Orquestra                                                    | 1910           |
| 8                                     | Esbós autumnal                             |                                        | Petita orquestra                                             | 1910/1915/1934 |
| 29 bis                                | Andante de la quarta sonata per a piano    | Transcripció de la núm. 2 de l'opus 29 | Orquestra                                                    | 1934           |
| 34 bis                                | Obertura sobre uns temes jueus en do menor | Transcripció de l'opus 34              | Orquestra simfònica                                          | 1934           |
| 42 bis                                | Obertura en si bemoll major                | Obertura americana                     | Orquestra                                                    | 1928           |
| 43                                    | Divertiment per orquestra                  |                                        | Orquestra                                                    | 1925-1929      |
| 50 bis                                | Andante del primer quartet de corda        | Transcripció del núm. 3 de l'opus 50   | Orquestra de corda                                           | 1930           |
| 57                                    | Cant simfònic per a gran orquestra         |                                        | Orquestra                                                    | 1933           |
| 65 bis                                | Dotze peces infantils                      | Suite infantil per a orquestra         | Orquestra                                                    | 1941           |
| 67                                    | Pere i el llop                             | Conte simfònic per a infants           | Recitatiu, Orquestra                                         | 1936           |
| 72                                    | Obertura russa en do major                 |                                        | Orquestra                                                    | 1936/1937      |
| 88                                    | Marxa simfònica en si bemoll major         |                                        | Orquestra                                                    | 1941           |
| 90                                    | L'any 1941                                 | Suite simfònica en tres parts          | Orquestra                                                    | 1941           |
| 98                                    | Esbós per a un himne nacional              |                                        | Orquestra                                                    | 1943           |
| 105                                   | Oda a la fi de la guerra                   |                                        | 8 arpes, 4 pianos, instruments de vent percussió, contrabaix | 1945           |
| 113                                   | Poema de festa                             | Trenta anys                            | Orquestra                                                    | 1947           |
| 120                                   | Dos valsos «puixkinesos»                   |                                        | Orquestra                                                    | 1949           |
| 122                                   | Foguera d'hivern (Pere i Maria)            | Conte simfònic per a infants           | Recitatiu, cor de nens, orquestra                            | 1949-1950      |
| 130                                   | La trobada del Volga i el Don              | Poema de festa                         | Orquestra                                                    | 1951           |

### Música instrumental

#### Música de cambra
| Música de cambra |                                                  |                                      |                                        |           |
| Opus             | Títol                                            | Subtítol / Comentaris                | Instrumentació                         | Període   |
| 12 bis           | Scherzo humorístic per quatre fagots             | Transcripció del núm. 9 de l'opus 12 | 4 fagots                               | 1915      |
| 15               | Balada per a violoncel i piano en do menor       |                                      | violoncel, piano                       | 1912      |
| 34               | Obertura sobre temes jueus en do menor           |                                      | Clarinet, piano, quartet de cordes     | 1919      |
| 35 bis           | Cinc melodies per a violí i piano                | Transcripció de l'opus 35            | violí, piano                           | 1925      |
| 39               | Quintet en sol menor                             |                                      | Oboè, Clarinet, violí, alt, contrabaix | 1924      |
| 50               | Quartet de cordes núm. 1 en si menor             |                                      | Quartet de cordes                      | 1930      |
| 56               | Sonata per a dos violins en do major             |                                      | 2 violins                              | 1932      |
| 69               | Quatre marxes                                    |                                      | Fanfàrria                              | 1935-1937 |
| 80               | Sonata per a violí núm. 1 en fa menor            |                                      | violí, piano                           | 1938-1946 |
| 92               | Quartet de cordes núm. 2 en fa major             | basat en temes de Kabardino-Balkària | Quartet de cordes                      | 1941      |
| 94               | Sonata per a flauta en re major                  |                                      | flauta, piano                          | 1943      |
| 94 bis           | Sonata per a violí núm. 2 en re major            | Transcripció de l'opus 94            | violí, piano                           | 1944      |
| 97 bis           | Adagio per a violoncel i piano                   | Basat en La Ventafocs                | violoncel, piano                       | 1944      |
| 99               | Marxa en si bemoll major                         |                                      | Orquestra de vent                      | 1943-1944 |
| 115              | Sonata per a violí sol en re major               |                                      | violí                                  | 1947      |
| 119              | Sonata per a violoncel en do major               |                                      | violoncel, piano                       | 1949      |
| 134              | Sonata per a violoncel sol en do sostingut menor | Obra inacabada                       | violoncel                              |           |

#### Obres per a piano
| Obres per a piano |                                                     |                                       |                |                |
| Opus              | Títol                                               | Subtítol / Comentaris                 | Instrumentació | Període        |
| 1                 | Sonata per a piano núm. 1 en fa menor               |                                       | Piano          | 1907/1909      |
| 2                 | Quatre estudis per a piano                          |                                       | Piano          | 1909           |
| 3                 | Quatre peces per a piano                            |                                       | Piano          | 1907-1908/1911 |
| 4                 | Quatre peces per a piano                            |                                       | Piano          | 1908/1910-1912 |
| 11                | Tocata per a piano en re menor                      |                                       | Piano          | 1912           |
| 12                | Deu peces per a piano                               |                                       | Piano          | 1906-1913/1913 |
| 14                | Sonata per a piano núm. 2 en re minor               |                                       | Piano          | 1912           |
| 17                | Sarcasmes                                           | Cinc peces per a piano                | Piano          | 1912-1914      |
| 22                | Visions fugitives                                   | Vint peces per a piano                | Piano          | 1915-1917      |
| 28                | Sonata per a piano núm. 3 en la menor               | Basat en vells apunts                 | Piano          | 1907/1917      |
| 29                | Sonata per a piano núm. 4 en do menor               | Basat en vells apunts                 | Piano          | 1908/1917      |
| 31                | Contes de la vella àvia                             | Quatre peces per a piano              | Piano          | 1918           |
| 32                | Quatre peces per a piano                            |                                       | Piano          | 1918           |
| —                 | Valsos de Schubert                                  | Seleccions i arranjaments per a piano | Piano 2 pianos | 1920 1923      |
| —                 | Preludi i fuga per a orgue en re menor de Buxtehude | Arranjament per a piano               | Piano          | 1920           |
| 33 ter            | Marxa i Scherzo                                     | Basat en L'amor de les tres taronges  | Piano          | 1922           |
| 38                | Sonata per a piano núm. 5 en do major               |                                       | Piano          | 1923           |
| 43 bis            | Divertiment                                         | Transcription de l'opus 43            | Piano          | 1938           |
| 45                | Coses per si mateixes                               | Dues peces per a piano                | Piano          | 1928           |
| 52                | Sis peces per a piano                               |                                       | Piano          | 1930-1931      |
| 54                | Dues sonatines per a piano                          |                                       | Piano          | 1931-1932      |
| 59                | Tres peces per a piano                              |                                       | Piano          | 1933-1934      |
| 62                | Pensaments                                          | Tres peces per a piano                | Piano          | 1933-1934      |
| 65                | Dotze peces infantils                               |                                       | Piano          | 1935           |
| 75                | Romeu i Julieta                                     | Deu peces per a piano                 | Piano          | 1937           |
| 77 bis            | Gavota núm. 4                                       | Transcripció del núm. 8 de l'opus 77  | Piano          | 1938           |
| 82                | Sonata per a piano núm. 6 en la major               |                                       | Piano          | 1939-1940      |
| 83                | Sonata per a piano núm. 7 en si bemoll major        |                                       | Piano          | 1939-1942      |
| 84                | Sonata per a piano núm. 8 en si bemoll major        |                                       | Piano          | 1939-1944      |
| 95                | Tres peces per a piano                              | Basat en La Ventafocs                 | Piano          | 1942           |
| 96                | Tres peces per a piano                              |                                       | Piano          | 1941-1942      |
| 97                | Deu peces per a piano                               | Basat en La Ventafocs                 | Piano          | 1943           |
| 102               | Sis peces per a piano                               | Basat en La Ventafocs                 | Piano          | 1944           |
| 103               | Sonata per a piano núm. 9 en do major               |                                       | Piano          | 1947           |
| 135               | Sonata per a piano núm. 5 en do major               | Revisió de l'opus 38                  | Piano          | 1952-1953      |
| 137               | Sonata per a piano núm. 10                          | Esbossos inacabats                    | Piano          | 1953           |
| 138               | Sonata per a piano núm. 11                          | Projecte inacabat                     | Piano          |                |

### Música vocal

#### Oratoris, Cantatas, cors i suites
| Oratoris, Cantatas, cors i suites |                                             |                                              |                                                           |                |
| Opus                              | Títol                                       | Subtítol / Comentaris                        | Instrumentació                                            | Període        |
| 7                                 | Dos poemes per a veus femenines i orquestra | Sobre unes paraules de Konstantín Balmont    | Cor femení, orquestra                                     | 1909-1910      |
| 30                                | Set, ells són set                           | Cantata sobre un poema de Konstantín Balmont | Tenor, cor mixt, orquestra                                | 1917-1918/1933 |
| 74                                | Cantata per al vintè aniversari d'Octubre   |                                              | orquestra simfònica, 2 cors mixtes                        | 1936-1937      |
| 76                                | Cants dels nostres dies                     | Neuf chants                                  | Mezzosoprano, baríton, cor, orquestra                     | 1937           |
| 78                                | Aleksandr Nevski                            | Cantata en set episodis                      | Mezzosoprano, cors, orquestra                             | 1939           |
| 85                                | Zdràvitsa (Himne a Stalin)                  | Cantata sur des texts populars               | cor, orquestra                                            | 1939           |
| 93                                | Balada d'un nen desconegut                  | Cantata                                      | Soprano, tenor, cor, orquestra                            | 1942-1943      |
| 98                                | Esbossos per un himne nacional              |                                              | Veu, orquestra                                            | 1943           |
| 114                               | Floreixes, país totpoderós                  | Cantata per la trentè aniversari d'Octubre   | cor mixt, orquestra                                       | 1947           |
| 121                               | Cant de soldats per la marxa                |                                              | Veu                                                       | 1950           |
| 122                               | Foguera d'hivern (Pere i Maria)             | Suite                                        | Recitatiu, cor de nens, orquestra                         | 1949-1950      |
| 124                               | La guàrdia de la pau                        | Oratori                                      | Mezzosoprano, recitatiu, cor mixt, cor de nens, orquestra | 1950           |

#### Veu i piano
| Veu i piano |                                              |                                       |                          |           |
| Opus        | Títol                                        | Subtítol / Comentaris                 | Instrumentació           | Període   |
| 9           | Dues melodies per a veu i piano              |                                       | Veu, piano               | 1910-1911 |
| 18          | L'aneguet dolent                             |                                       | Veu, piano (o orquestra) | 1914      |
| 23          | Cinc melodies per a veu i piano              |                                       | Veu, piano               | 1915      |
| 27          | Cinc melodies sobre poesies d'Anna Akhmàtova |                                       | Veu, piano               | 1916      |
| 35          | Cinc cants sense paraules                    |                                       | Veu, piano               | 1920      |
| 36          | Cinc melodies sobre poesies de Balmont       |                                       | Veu, piano               | 1921      |
| 60 bis      | Dues cançons                                 | Badat en El tinent Kijé               | Veu, piano               | 1934      |
| 66          | Sis cants per a veu i piano                  |                                       | Veu, piano               | 1935      |
| 68          | Tres cançons infantils                       |                                       | Veu, piano               | 1936-1939 |
| 73          | Tres melodies sobre poesies de Puixkin       |                                       | Veu, piano               | 1936      |
| 78 bis      | Aleksandr Nevski                             | Tres cants basats en Aleksandr Nevski | Veu, piano               | 1939      |
| 79          | Set cants per veu i piano                    |                                       | Veu, piano               | 1939      |
| 89          | Set cants de massa                           |                                       | Veu, piano               | 1941-1942 |
| 104         | Arranjaments de cants populars russos        | En dos volums de sis cants cadascun   | Veu, piano               | 1944      |
| 106         | Dos duos                                     | Arranjaments de cants populars russos | Tenor, baríton, piano    | 1945      |

## Premis
- Premi Stalin de 2a classe (1943) – 7a sonata
- Premi Stalin de 1a classe (1946) – 5a simfonia i la 8a sonata
- Premi Stalin de 1a classe (1946) – per la música de la pel·lícula Ivan el Terrible
- Premi Stalin de 1a classe (1946) – pel ballet "Ventafocs"
- Premi Stalin de 1a classe (1947) – sonata per a violí i piano
- Premi Stalin de 2a classe (1951) – pel conjunt simfònic-vocal "Foguera d'hivern" i l'oratori "En guàrdia per la Pau"
- Premi Lenin (1957) – a títol pòstum
- Artista del Poble de l'URSS (1947)